# Ettore Chimeri
Ettore Muro Chimeri, venezuelski dirkač Formule 1 italijanskega rodu, * 4. junij 1924, Lodi, Milano, Italija, † 27. februar 1960, Havana, Kuba.

## Življenjepis
V svoji karieri je nastopil le na domači in prvi dirki sezone 1960 za Veliko nagrado Argentine, kjer je z dirkalnikom Maserati 250F lastnega privatnega moštva odstopil v triindvajsetem krogu. Dva tedna kasneje se je hudo ponesrečil na kubanski dirki Gran Premio Libertad, za posledicami nesreče je dan kasneje umrl v bolnišnici.

## Popolni rezultati Formule 1
(legenda) (odebeljene dirke pomenijo najboljši štartni položaj, poševne pa najhitrejši krog, †-uvrščen kljub odstopu)
| Leto | Moštvo         | Šasija        | Motor               | 1       | 2   | 3   | 4   | 5   | 6   | 7  | 8   | 9   | 10  | Prv | Toč |
| ---- | -------------- | ------------- | ------------------- | ------- | --- | --- | --- | --- | --- | -- | --- | --- | --- | --- | --- |
| 1960 | Ettore Chimeri | Maserati 250F | Maserati Straight-6 | ARG Ret | MON | 500 | NIZ | BEL | FRA | VB | POR | ITA | ZDA | -   | 0   |